# Nani (voetballer)
Luís Carlos Almeida da Cunha (Amadora, 17 november 1986) – alias Nani – is een Portugees voormalig voetballer die doorgaans als aanvaller speelde. Nani debuteerde in 2006 in het Portugees voetbalelftal.

## Clubcarrière

### Jeugd
Nani werd geboren in Amadora, Portugal en is van Kaapverdische komaf. Hij begon met voetballen bij de lokale club Real Sport Clube, aan de rand van Lissabon. Vervolgens sloot hij zich aan bij de jeugdopleiding van Sporting CP.

### Sporting CP
Nani speelde zijn eerste wedstrijd voor Sporting CP toen hij achttien jaar oud was. In zijn debuutseizoen maakte hij vier doelpunten in 29 wedstrijden. Ook in het daaropvolgende seizoen was hij van waarde in het Portugese elftal. Zijn prestaties bleven niet onopgemerkt.

### Manchester United en verhuur aan Sporting CP
Op 30 mei 2007 werd bekendgemaakt dat Nani samen met FC Porto-speler Anderson naar Manchester United ging. De Engelse club betaalde naar verluidt 25 miljoen euro aan Sporting CP. Nani won in seizoen 2007/08 de UEFA Champions League met Manchester United, net als de FA Community Shield, de Premier League en de FIFA Club World Cup. Hij won ook in 2008/09, 2010/11, 2012/13 de Engelse titel met de club, maar kwam dat laatste jaar nog niet de helft van alle wedstrijden in actie. Nani verlengde in september 2013 zijn contract tot medio 2018. Het aantal wedstrijden waarin hij speelde, werd alleen niet groter. Manchester United verhuurde hem gedurende seizoen 2014/15 aan Sporting CP.

### Fenerbahçe
In juli 2015 kwam na acht jaar een definitief einde aan Nani's dienstverband bij Manchester United. Hij tekende een contract tot medio 2018 bij Fenerbahçe, dat circa 6 miljoen euro voor hem betaalde. Nani maakte op 14 augustus 2015 zijn competitiedebuut voor de Turkse club in een met 2–0 gewonnen wedstrijd tegen Eskisehirspor. Zes dagen later volgden zowel zijn eerste als tweede doelpunt in de Süper Lig tijdens een met 2–1 gewonnen wedstrijd tegen Antalyaspor. Nani speelde dat jaar 28 competitiewedstrijden voor Fenerbahçe, waarmee hij als tweede eindigde. Hij bereikte met de club ook de finale van de Beker van Turkije (Türkiye Kupası), waarin met 1–0 werd verloren van Galatasaray.

### Valencia en verhuur aan Lazio
Nani tekende in juli 2016 een contract tot medio 2019 bij Valencia, dat circa 8,5 miljoen euro voor hem betaalde aan Fenerbahçe. Op 31 augustus 2017 vertrok Nani op huurbasis naar Lazio.

### Sporting CP
Op 11 juli 2018 werd bekendgemaakt dat Nani op transfervrije basis zou terugkeren bij Sporting CP.

### Orlando City
Op 18 februari 2019 tekende Nani een driejarig contract als Designated Player bij Orlando City.

### Venezia
Na drie jaar Orlando City tekende Nani in januari 2022 op transfervrije basis voor anderhalf seizoen bij Venezia.

### Melbourne Victory
Op 12 juli 2022 tekende hij een 2-jarig contract bij de Australische A-League club Melbourne Victory. Hij maakte zijn debuut voor Melbourne Victory op 15 juli 2022, spelend tegen Manchester United.

## Clubstatistieken
| Seizoen                                | Club              | Competitie          | Competitie | Competitie | Beker | Beker | Europa | Europa | Overige | Overige | Totaal | Totaal |
| Seizoen                                | Club              | Competitie          | Wed.       | Dlp.       | Wed.  | Dlp.  | Wed.   | Dlp.   | Wed.    | Dlp.    | Wed.   | Dlp.   |
| -------------------------------------- | ----------------- | ------------------- | ---------- | ---------- | ----- | ----- | ------ | ------ | ------- | ------- | ------ | ------ |
| 2005/06                                | Sporting CP       | Primeira Liga       | 29         | 4          | 0     | 0     | 2      | 0      | —       | —       | 31     | 4      |
| 2006/07                                | Sporting CP       | Primeira Liga       | 29         | 5          | 0     | 0     | 6      | 1      | —       | —       | 35     | 6      |
| Club Totaal                            | Club Totaal       | Club Totaal         | 58         | 9          | 0     | 0     | 8      | 1      | 0       | 0       | 66     | 10     |
| 2007/08                                | Manchester United | Premier League      | 26         | 3          | 3     | 1     | 11     | 0      | 1       | 0       | 41     | 4      |
| 2008/09                                | Manchester United | Premier League      | 13         | 1          | 8     | 5     | 7      | 0      | 3       | 0       | 31     | 6      |
| 2009/10                                | Manchester United | Premier League      | 23         | 3          | 2     | 0     | 8      | 2      | 1       | 0       | 33     | 5      |
| 2010/11                                | Manchester United | Premier League      | 33         | 9          | 3     | 0     | 12     | 1      | 1       | 0       | 49     | 10     |
| 2011/12                                | Manchester United | Premier League      | 29         | 8          | 1     | 0     | 9      | 0      | 1       | 2       | 40     | 10     |
| 2012/13                                | Manchester United | Premier League      | 11         | 1          | 6     | 2     | 4      | 0      | —       | —       | 21     | 3      |
| 2013/14                                | Manchester United | Premier League      | 11         | 0          | 1     | 0     | 1      | 1      | 0       | 0       | 13     | 1      |
| 2014/15                                | Manchester United | Premier League      | 1          | 0          | 0     | 0     | 0      | 0      | —       | —       | 0      | 0      |
| Club Totaal                            | Club Totaal       | Club Totaal         | 147        | 25         | 24    | 8     | 52     | 4      | 7       | 2       | 230    | 38     |
| 2014/15                                | → Sporting CP     | Primeira Liga       | 27         | 7          | 3     | 0     | 7      | 4      | —       | —       | 37     | 11     |
| Club Totaal                            | Club Totaal       | Club Totaal         | 85         | 16         | 3     | 0     | 15     | 5      | 0       | 0       | 103    | 21     |
| 2015/16                                | Fenerbahçe        | Süper Lig           | 28         | 8          | 9     | 3     | 13     | 1      | —       | —       | 47     | 12     |
| Club Totaal                            | Club Totaal       | Club Totaal         | 28         | 8          | 9     | 3     | 13     | 1      | 0       | 0       | 50     | 12     |
| 2016/17                                | Valencia          | Primera División    | 25         | 5          | 1     | 0     | —      | —      | —       | —       | 26     | 5      |
| Club Totaal                            | Club Totaal       | Club Totaal         | 25         | 5          | 1     | 0     | 0      | 0      | 0       | 0       | 26     | 5      |
| 2017/18                                | → Lazio           | Serie A             | 18         | 3          | 1     | 0     | 6      | 0      | —       | —       | 25     | 3      |
| Club Totaal                            | Club Totaal       | Club Totaal         | 18         | 3          | 1     | 0     | 6      | 0      | 0       | 0       | 25     | 3      |
| 2018/19                                | Sporting CP       | Primeira Liga       | 12         | 5          | 2     | 1     | 5      | 1      | —       | —       | 19     | 7      |
| Club Totaal                            | Club Totaal       | Club Totaal         | 97         | 21         | 5     | 1     | 20     | 6      | 0       | 0       | 122    | 28     |
| 2019                                   | Orlando City      | Major League Soccer | 30         | 12         | 3     | 0     | —      | —      | —       | —       | 33     | 12     |
| 2020                                   | Orlando City      | Major League Soccer | 0          | 0          | 0     | 0     | —      | —      | 3       | 1       | 3      | 1      |
| Club Totaal                            | Club Totaal       | Club Totaal         | 30         | 12         | 3     | 0     | 0      | 0      | 3       | 1       | 36     | 13     |
| 2021/22                                | Venezia           | Serie A             | 10         | 0          | 0     | 0     | 0      | 0      | 0       | 0       | 10     | 0      |
| Club Totaal                            | Club Totaal       | Club Totaal         | 10         | 0          | 0     | 0     | 0      | 0      | 0       | 0       | 10     | 0      |
| 2022/23                                | Melbourne Victory | A-League            | 9          | 0          | 1     | 0     | 0      | 0      | 0       | 0       | 10     | 0      |
| Club Totaal                            | Club Totaal       | Club Totaal         | 9          | 0          | 1     | 0     | 0      | 0      | 0       | 0       | 10     | 0      |
| 2023/24                                | Adana Demirspor   | Süper Lig           | 23         | 3          | 1     | 0     | 5      | 0      | 0       | 0       | 29     | 3      |
| Club Totaal                            | Club Totaal       | Club Totaal         | 23         | 3          | 1     | 0     | 5      | 0      | 0       | 0       | 29     | 3      |
| Totaal                                 | Totaal            | Totaal              | 387        | 77         | 42    | 12    | 96     | 11     | 10      | 3       | 535    | 103    |
| Bijgewerkt tot en met 22 februari 2024 |                   |                     |            |            |       |       |        |        |         |         |        |        |

## Interlandcarrière
Nani maakte zijn debuut in het Portugees voetbalelftal op 1 september 2006 in de wedstrijd tegen Denemarken. Nani werd in 2007 ook opgeroepen voor het Europees kampioenschap voetbal onder 21. Zijn eerste interlanddoelpunt voor Portugal maakte hij in een vriendschappelijke wedstrijd als invaller tegen Kameroen, die door Portugal met 3–1 werd gewonnen. Op 8 juni 2010 werd door de Portugese medische staf bekendgemaakt dat Nani het wereldkampioenschap voetbal 2010 in Zuid-Afrika door een schouderblessure moest missen. Hij liep deze blessure op tijdens de laatste oefenwedstrijd van Portugal voorafgaand aan het toernooi.
Nani nam met zijn vaderland eveneens deel aan het Europees kampioenschap 2012 in Polen en Oekraïne. Bij dat toernooi werd de ploeg van bondscoach Paulo Bento in de halve finale na strafschoppen (2–4) uitgeschakeld door titelverdediger en buurland Spanje. In de reguliere speeltijd plus verlenging waren beide ploegen blijven steken op 0–0. Op 19 mei 2014 maakte bondscoach Paulo Bento bekend Nani mee te nemen naar het wereldkampioenschap voetbal in Brazilië. Hij speelde mee in alle drie groepswedstrijden en maakte in het tweede duel tegen de Verenigde Staten (2–2) na vijf minuten het openingsdoelpunt. Door het gelijkspel was Portugal in de groepsfase uitgeschakeld. Bondscoach Fernando Santos nam Nani op 17 mei 2016 op in de Portugese selectie voor het Europees kampioenschap voetbal 2016 in Frankrijk. Zijn landgenoten en hij wonnen hier voor het eerst in de geschiedenis van Portugal een groot landentoernooi. Nani maakte tijdens het EK drie doelpunten; een tegen IJsland (eindstand 1–1), een tegen Hongarije (3–3) en een in de halve finale tegen Wales (2–0). Daarmee was hij samen met Cristiano Ronaldo gedeeld topscorer van de Portugezen. Nani nam in juni 2017 met Portugal deel aan de FIFA Confederations Cup 2017, waar de derde plaats werd bereikt. Portugal won in de troostfinale van Mexico (2–1 na verlenging).

## Erelijst
| Competitie            |             |                                    |             |             |
| Competitie            | Aantal      | Jaren                              |             |             |
| Sporting CP           | Sporting CP | Sporting CP                        | Sporting CP | Sporting CP |
| --------------------- | ----------- | ---------------------------------- | ----------- | ----------- |
| Taça de Portugal      | 3x          | 2006/07, 2014/15, 2018/19          |             |             |
| Taça da Liga          | 1x          | 2018/19                            |             |             |
| Manchester United     |             |                                    |             |             |
| UEFA Champions League | 1x          | 2007/08                            |             |             |
| FIFA Club World Cup   | 1x          | 2008                               |             |             |
| Premier League        | 4x          | 2007/08, 2008/09, 2010/11, 2012/13 |             |             |
| EFL Cup               | 1x          | 2008/09                            |             |             |
| FA Community Shield   | 4x          | 2007, 2008, 2010, 2011             |             |             |
| Portugal              |             |                                    |             |             |
| UEFA EK               | 1x          | 2016                               |             |             |